# Římskokatolická farnost Bohutice
Římskokatolická farnost Bohutice je územní společenství římských katolíků s farním kostelem Nanebevzetí Panny Marie v obci Bohutice v moravskokrumlovském děkanství.

## Historie farnosti
Bohutice spadaly pod farnost olbramovickou, která měla svou působnost od 11. století. Poprvé jsou písemně doloženy k roku 1253, kdy se jako svědek jmenuje zdejší farář Konrád z Bohutic. V roce 1615 majitel panství Vilém Kusý nechal postavit pro tehdy převažující nekatolíky kostel zasvěcený „všem andělům“ v blízkosti staré hájovny.
Samostatná farnost Bohutice byla zřízena 15. ledna 1867 rozhodnutím biskupské konzistoře v Brně. O několik měsíců později, 11. května téhož roku, byl položen základní kámen nového kostela. Slavnosti se zúčastnil moravský buditel a bývalý olbramovický kaplan František Sušil. 

## Duchovní správci
Prvním bohutickým farářem byl od roku 1867 Rudolf SCHOLZ, působil jako farář do roku 1877.
Od roku 1877 byl farářem Gustav NEZVAL, který v Bohuticích působil do roku 1897, založil pamětní knihu.
Od roku 1897 byl pak farářem Karel BEZSTAROSTI.
Od 1. září 1992 je administrátorem excurrendo R. D. Jan Fiala z Olbramovic u Moravského Krumlova.

## Bohoslužby
| Kostel                  | Místo    | Bohoslužba (den) | Hodina                    | Poznámka     |
| ----------------------- | -------- | ---------------- | ------------------------- | ------------ |
| Nanebevzetí Panny Marie | Bohutice | neděle pátek     | 8.00 (1x za 14 dní) 17.00 | farní kostel |

## Aktivity farnosti
Dnem vzájemných modliteb farností za bohoslovce a bohoslovců za farnosti brněnské diecéze je 30. září. Adorační den připadá na 20. srpna.